# Męciński Hrabia

Herb

Męciński Hrabia – polski herb hrabiowski, odmiana herbu Poraj, nadany w Galicji.

## Opis herbu
Opis z wykorzystaniem klasycznych zasad blazonowania:
Tarcza pięciodzielna w krzyż z polem sercowym. W polu sercowym, czerwonym, róża srebrna (Poraj (herb szlachecki)), w polu I, czerwonym, krzywaśń srebrna z krzyżem złotym na górze (Szreniawa), w polu II i III, czerwonym, topór srebrny o rękojeści złotej (Topór), w polu IV, błękitnym, zawiasa kotłowa srebrna, nad którą miecz srebrny o rękojeści złotej (Nowina). Nad tarczą korona hrabiowska, nad którą hełm w koronie z klejnotem: różą jak w polu sercowym. Labry czerwone, podbite srebrem. Trzymacze: dwa orły srebrne z wzniesionymi skrzydłami, z uzbrojeniem złotym i języku czerwonym, podtrzymującym tarczę jedną szponą.

## Najwcześniejsze wzmianki
Nadany Adamowi Edler von Męcińskiemu 28 sierpnia 1801 z tytułem hrabiowskim oraz predykatem hoch- und wohlegeboren (wysoko urodzony i szlachetny). Podstawą nadania tytułu był pełniony urząd starosty i kasztelana oraz posiadane ordery: Orła Białego i Świętego Stanisława.

## Symbolika
Herb Męciński Hrabia jest typowym herbem genealogicznym, zawierającym symboliczny wywód genealogiczny przodków obdarowanego tytułem. Pole I odnosi się do jego prababki ojczystej, Teresa Przyłęcka, która była herbu Szreniawa. Pola II i III odnoszą się do praprababki ojczystej, Katarzyny Płazy oraz prapraprababki ojczystej, Barbary Korycińskiej, które były herbu Topór. Nie ma pewności, do kogo należał herb Nowina. Być może była to praprababka ojczysta, Elżbieta Krasuska.

## Herbowni
Jedna rodzina herbownych (herb własny):
graf von Męciński.